# Costa de Barcelona

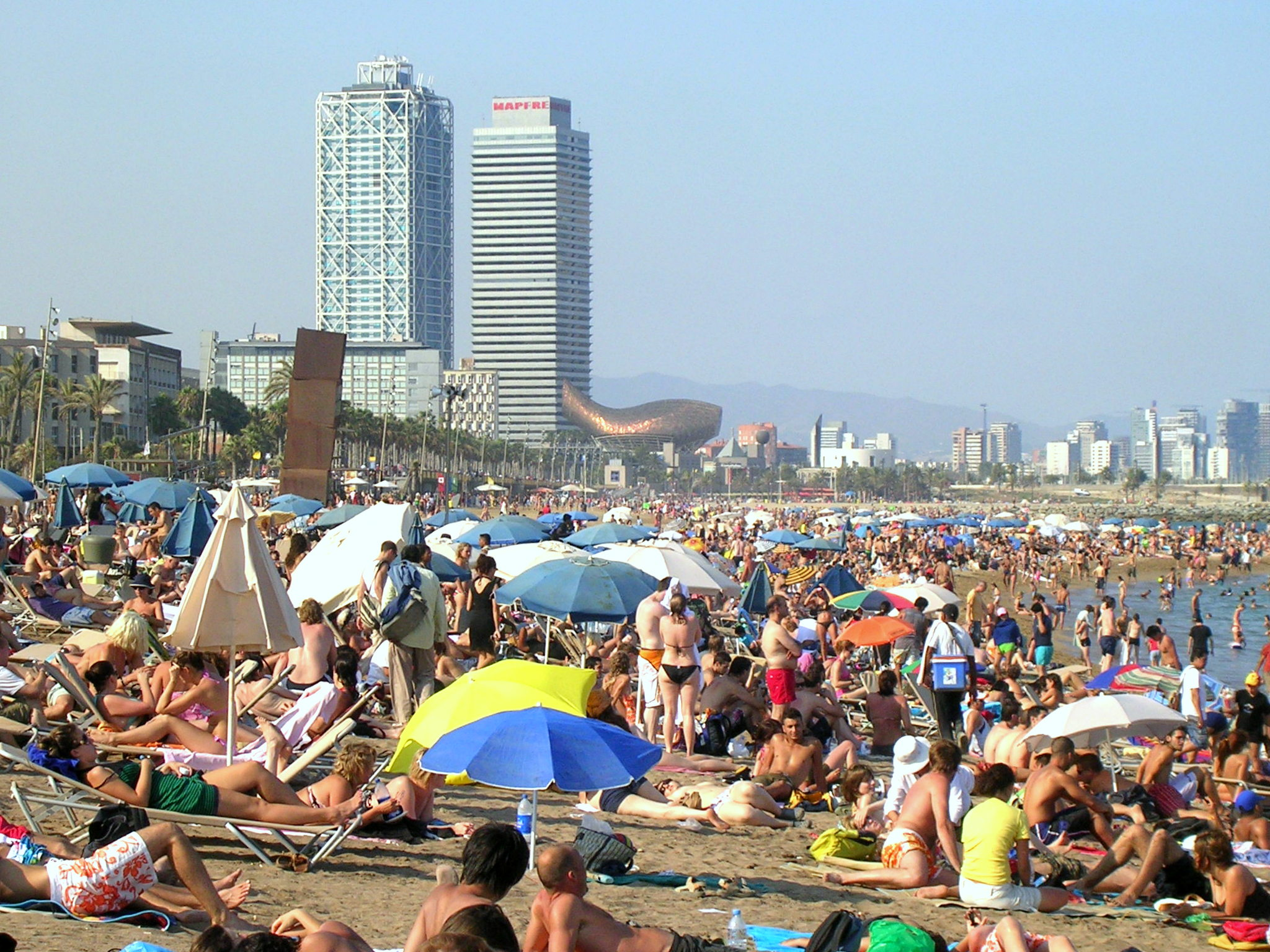
La platja de Sant Sebastià a la Barceloneta

Costa de Barcelona és el litoral de la ciutat de Barcelona el nom que rep per extensió i que abasta el seu terme municipal i el de Sant Adrià del Besòs. Els seus límits són des de la desembocadura del riu Besòs fins a la del Llobregat. Limita al nord amb la Costa del Maresme i al sud amb la Costa del Garraf. És una costa totalment urbana que té dues parts molt diferenciades, la del Besòs fins a la Barceloneta, caracteritzada per les platges recuperades per a l'oci ciutadà i amb tota mena de serveis, i des de la Barceloneta al Llobregat, ocupada per les instal·lacions del Port de Barcelona.

## Platges
Les següents platges i ports de la costa de Barcelona van obtenir la categoria de Bandera Blava l'any 2008, de sud a nord:
- Platja de la Barceloneta
- Port de la Marina del Port Vell
- Port Olímpic de Barcelona
- Platja de la Nova Icària
- Platja del Bogatell
- Platja de la Mar Bella
- Platja de la Nova Mar Bella

Les altres dues platges de la costa de Barcelona són:
- Platja de Sant Sebastià (a la Barceloneta)
- Platja de Llevant (la més recent)